# Pierre de La Baume (évêque)
Pour les articles homonymes, voir Pierre de La Baume et Pierre III.
Pierre de La Baume ou La Balme est un ecclésiastique du XIIIe siècle, issu de la famille de La Balme, prince-évêque de Belley (1285/87-1298), sous le nom de Pierre III.

### Origines
Pierre de La Baume ou La Balme serait le fils d’Humbert II de La Baulme, seigneur de La Balme(-sur-Cerdon) et de Fromente. Il serait ainsi issu des seigneurs de La Balme-sur-Cerdon, tige de la famille La Balme (La Baulme), originaire du Bugey.
Il serait ainsi le frère de Jean, succédant à leur père comme seigneur, de Guillaume, qui suit comme abbé d’Ambronnay et de Saint-Claude, abbé d’Ambronnay, puis évêque Belley, et Jean, abbé d’Ambronnay, puis évêque Belley. La Gallia christiana ne mentionne aucun lien de parenté.

### Épiscopat
Pierre de La Baume pourrait être l'abbé d'Ambronay, mentionné vers 1283 (Gallia christiana), auxquels succèdent Guillaume de La Baume et Jean de La Baume.
Il monte sur le trône épiscopal de Belley en 1285,. L’historien Claude Guigue
donnait (1873) donnait l’année 1287, information reprise par les auteurs de l’Histoire des diocèses de France : Le diocèse de Belley (1978), mais ponctuant par un « ? ».
Son épiscopat semble prendre fin vers l'année 1298. Jean III de La Baume lui succède.

## Sceau
Les Archives départementales de la Côte-d'Or conservent un sceau en navette sur cordelettes de chanvre. Ce dernier est constitué d'un « évêque debout, de face, mitré, crossé, volute en dehors, et bénissant entre une étoile à dextre et un objet indistinct (un croissant ?) à senestre. » Il est accompagné du texte suivant « S. Petri Dei gr[acia episcop]i Bellicensis. »